# پاین بروک (شهرستان موریس، نیوجرسی)
پاین بروک (به انگلیسی: Pine Brook) یک منطقهٔ مسکونی در ایالات متحده آمریکا است که در مانتویل، نیوجرسی واقع شده‌است. پاین بروک ۶۰ متر بالاتر از سطح دریا واقع شده‌است.